# Ossiacher See
Ossiacher See è un lago della regione di Villaco. Si trova tra Villaco e Feldkirchen, ed è il terzo lago più grande della Carinzia, superato solo dal Wörthersee e dal Millstätter See. È lungo 11 km e largo dai 600 ai 1.700 m.

## Descrizione

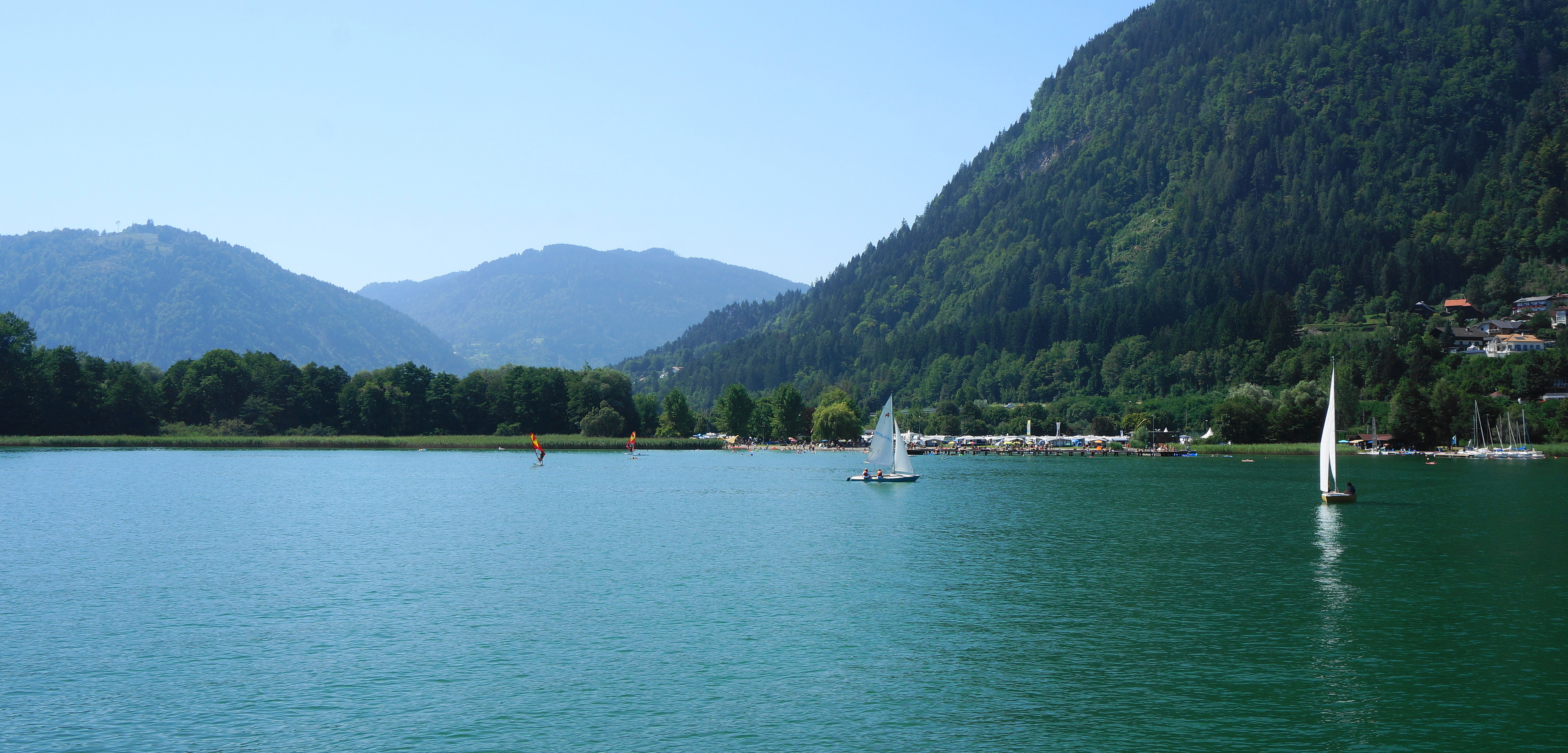
Il lago di Ossiach

Ci sono cinque grandi paesi che circondano il lago: Annenheim, Sattendorf, Bodensdorf, Steindorf am Ossiacher See e Ossiach.
Molti di questi possono contare sull'economia del turismo estivo, essendo attrezzati con alberghi, pensioni e campeggi.
Da Annenheim partono anche gli impianti di risalita invernali che portano alle località sciistiche della Kanzelhöhe e quindi a quelle del Gerlitzengipfel.

## Eventi
Ossiach è rinomato per il Carinthischer Sommer classical music festival, che si tiene intorno a luglio/agosto di ogni anno.